# انهيار سقف محطة قطار نوفي ساد
في 1 نوفمبر 2024، انهارت المظلة الخرسانية لـ محطة السكة الحديد الرئيسية في نوفي ساد، صربيا، على الرصيف المزدحم أدناه، مما أسفر عن مقتل 15 شخصًا وإصابة اثنين آخرين بجروح خطيرة.

## الخلفية

### مبنى المحطة
تم بناء محطة السكك الحديدية في عام 1964.
كان تصميم المبنى متقدمًا وشجاعًا بالنسبة لفترته الزمنية. صُنعت السقف من ألواح خرسانية مموجة لتوفير الصلابة، ويبرز بتصميمه الكابولي فوق المدخل الرئيسي. وقد دعمت المظلة بعناصر شدّ فولاذية متصلة بهذا الجزء الممتد من السقف. تضمنت المظلة عوارض خرسانية ضخمة معلقة تغطي المدخل، وتتصل بأعمدة واجهة المبنى المغطاة بجدار ستارة زجاجي، إلا أنها كانت هيكلاً معلقًا بالأساس.
كان التصميم الهيكلي يركز على الوظيفة أكثر من المتانة، حيث أدى تعليق جزء ثقيل من الهيكل على سقف نحيف إلى جعله عرضة لتدهور الخرسانة وإجهاد المواد مع مرور الوقت.
ظل المبنى على حالته الأصلية لمدة 57 عامًا دون تجديدات رئيسية. بحلول أوائل العقد الأول من القرن الحادي والعشرين، أصبحت المحطة مهترئة وغير صحية، مع تعطل بعض مرافقها ومعداتها.

## الانهيار والإنقاذ
1. ميليكا أداموفيتش (2008)، من كاك
2. سانيا تشيريك أربوتينا (1989)، من كاك
3. جورجي فيريتش (1971)، من كوفيلي
4. سارا فيريتش (2018)، من كوفيلي
5. فالنتينا فيريتش (2014)، من كوفيلي
6. ستيفان هركا (1997)، من بلغراد
7. ميليفا كارانوفيتش (1948)، من كاك
8. نيمانيا كومار (2007)، من ستيبانوفيتشيفو
9. ميلوش ميلوسافليفيتش (2003)، من كنيتشانين
10. غورانكا راكا (1966)، من نوفي ساد
11. فوكاكين راكوفيتش (1955)، من بوكوفتس
12. أنجيلا رومان (2004)، من ستارا بازوفا
13. فاسكو سازدوفسكي (1979)، من سفيتي نيكولي، مقدونيا الشمالية
14. دورو شفونيا (1947)، من ستيبانوفيتشيفو
15. أنيا رادونيتش (2000)، من باراتشين

في 1 نوفمبر 2024، عند الساعة 11:52 صباحًا بتوقيت وسط أوروبا، انهارت مظلة خرسانية بطول  48 متر على الأشخاص الذين كانوا يسيرون أو يجلسون تحتها. أسفر الحادث عن وفاة 14 شخصًا في مكان الحادث، وإصابة ثلاثة آخرين. جميع الضحايا كانوا من المواطنين الصرب باستثناء شخص واحد من مقدونيا الشمالية.
شارك حوالي 80 منقذًا من مدن متعددة في صربيا باستخدام معدات ثقيلة مثل الحفارات والرافعات لإزالة الأنقاض من موقع الانهيار. من بين المصابين الثلاثة الذين نجوا، تم إنقاذ امرأتين كانتا عالقتين تحت الأنقاض بعد عدة ساعات من الحادث. توفيت إحدى النساء بعد 16 يومًا بسبب شدة إصاباتها. جميع المصابين خضعوا لعمليات بتر وكانوا في حالة خطرة.

## التدعيات
تم تعليق حركة القطارات في المحطة وأُغلق المبنى لفترة غير معلنة. تم تحويل جميع حركة القطارات العامة لنوفي ساد القادمة من سوبوتيتسا وسومبور إلى محطة القطارات في فوتوغ، بينما تم تحويل الحركة القادمة من بلغراد إلى محطة القطارات في بتروڤارادين.
أعلنت حكومة صربيا يوم حداد وطني في 2 نوفمبر، بينما أعلنت إقليم فويفودينا ذاتي الحكم ومدينة نوفي ساد ثلاثة أيام حداد في المدينة. أشعل المواطنون الشموع ووضعوا الزهور في ساحة الحرية (نوفي ساد الصربية) وأمام محطة السكك الحديدية.

### التحقيق
بدأ مكتب النيابة العامة العليا تحقيقًا في الحادث. تم استدعاء أكثر من 40 شخصًا للتحقيق، من بينهم وزير البناء غوران فيسيتش. تم اعتقال أو استدعاء ما لا يقل عن 11 شخصًا من قبل النيابة العامة، من بينهم فيسيتش الذي قال إنه سلم نفسه طواعية.

## ردود الفعل

### محليًا
أعربت سكك حديد صربيا عن أسفها تجاه الكارثة. زار رئيس وزراء صربيا ميلوش فوتشيفيتش والمُدعي جوريتش موقع الكارثة. تعهد رئيس صربيا ألكسندر فوتشيتش بتحقيق "العدالة" ومحاسبة المسؤولين، بينما اتهمت أحزاب المعارضة الحكومة بالفساد.
في اليوم التالي، صرح رئيس بلدية نوفي ساد ميلان جوريتش أن المحققين الجنائيين يفحصون الأنقاض، وأن سبب الكارثة ما زال مجهولًا، مشددًا على أن التحقيق يجب أن يكتمل قبل الحديث عن أي استقالات. كما أضاف أن بقية الهيكل في حالة طبيعية، ودعا المواطنين إلى "الثقة بالدولة والنظام"، مؤكداً أن المسؤولين سيتم محاسبتهم.
بعد الحادث، انتقد العديد من الناس على وسائل التواصل الاجتماعي الحكومة بسبب الإهمال. كانت النقطة الرئيسية للجدل تتعلق بادعاءات البنية التحتية للسكك الحديدية الصربية بعدم إعادة بناء المظلة، وكذلك رفض شركة CRIC-CCCC نشر وثائق إعادة الإعمار علنًا.
في 3 نوفمبر، نُظمت احتجاجات أمام وزارة البناء والنقل والبنية التحتية في بلغراد، مطالبين باستقالة واعتقال المسؤولين عن الكارثة.
في 4 نوفمبر، أعلن وزير البناء غوران فيسيتش استقالته، لكنه نفى قبوله المسؤولية عن الحادث.
في 5 نوفمبر، وقعت احتجاجات في نوفي ساد أمام محطة القطارات ومواقع أخرى، مما أدى إلى اشتباكات مع الشرطة وإصابة 12 شخصًا على الأقل، بينهم 10 من رجال الشرطة. ألقيت مقذوفات وطلاء أحمر على مكاتب الحزب التقدمي الصربي الإقليمية، ولاحقًا على بلدية نوفي ساد. في 11 نوفمبر، نظم احتجاج آخر في بلغراد، فيما شهدت نوفي ساد احتجاجًا صامتًا في 15 نوفمبر، حيث أغلق المتظاهرون التقاطعات خارج محطة القطارات.
في 22 نوفمبر، وقف المتظاهرون دقيقة صمت لمدة 15 دقيقة في جميع أنحاء صربيا لإحياء ذكرى 15 ضحية، مع إغلاق الطرق. في 25 نوفمبر، وقعت مشاحنات في الجمعية الوطنية بعد أن عرض نواب المعارضة لافتة كتب عليها "دماء على أيديكم"، مطالبين بمناقشة الكارثة.

### دوليًا

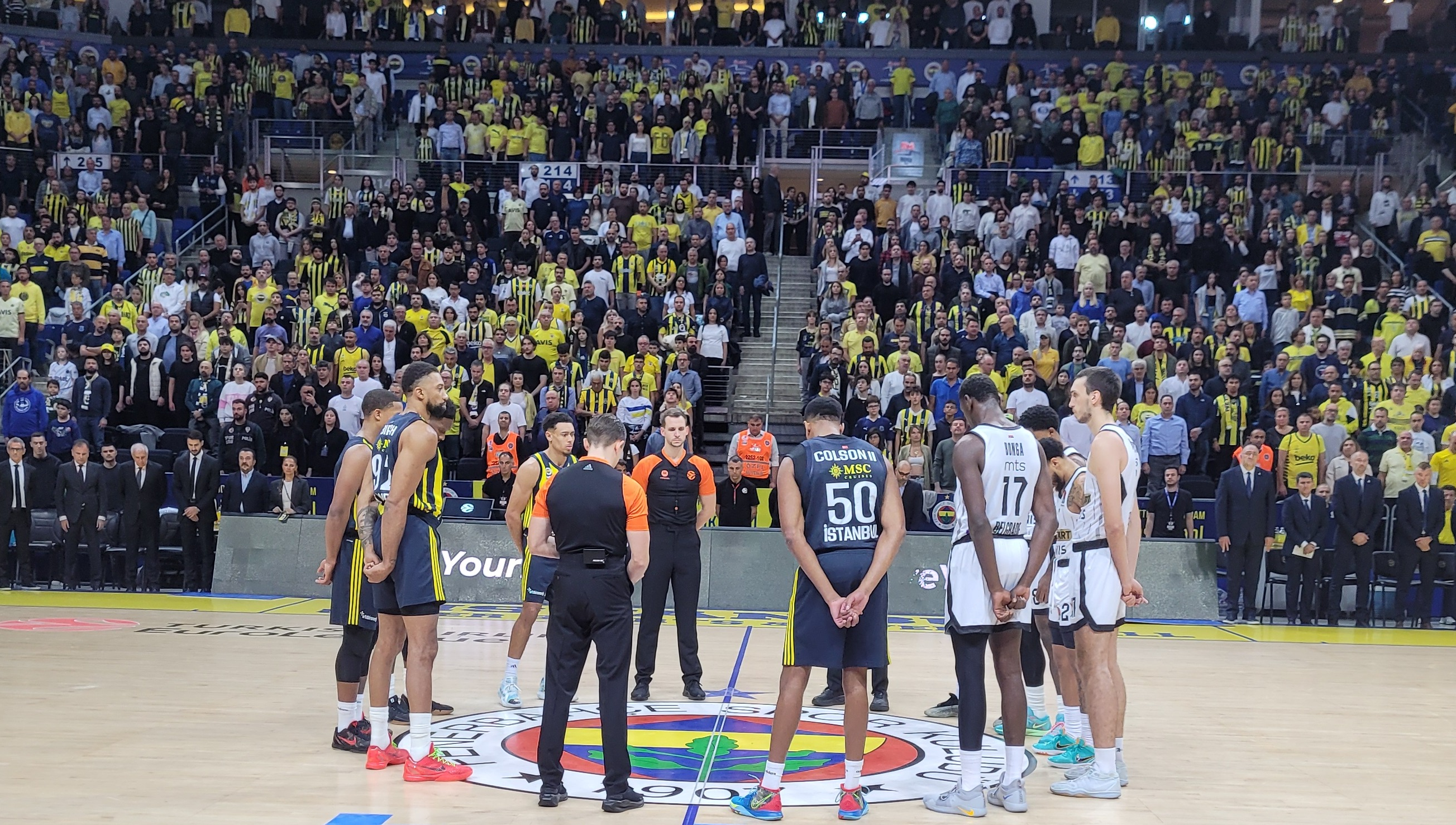
لحظة صمت قبل مباراة الدوري الأوروبي لكرة السلة بين فنربخشة وبارتيزان في إسطنبول

أعرب العديد من المسؤولين في الاتحاد الأوروبي عن تعازيهم، من بينهم المفوض الأوروبي للجوار والتوسيع أوليفر فارهلي، وسفير الاتحاد الأوروبي في صربيا إيمانويل جاوفريه، ومستشار النمسا كارل نهامر، ورئيس وزراء كرواتيا أندريه بلينكوفيتش، ورئيس وزراء المجر فيكتور أوربان، ووزير البنية التحتية والنقل في اليونان كريستوس ستايكوراس ووزارة الخارجية الرومانية.
كما أعرب مسؤولون دوليون آخرون عن تعازيهم، من بينهم أعضاء رئاسة البوسنة والهرسك دينيس بيتشيروفيتش (عن البوشناق) وجليكا تسفيانوفتش (عن الصرب)، ووزير الاتصالات والنقل في البوسنة والهرسك إدين فورتو، ووزير الاتصالات والنقل في الجمهورية الصربية نديلكو تشوبرلوفيتش، وسفير اليابان في صربيا أكيرا إيمامورا، ورئيس كازاخستان قاسم جومارت توكاييف، ورئيس الجبل الأسود ياكوف ميلاتوفيتش، ورئيس برلمان الجبل الأسود أندريا مانديتش، ووزيرة النقل في الجبل الأسود مايا فوكيتشيفيتش، والسفيرة النرويجية في صربيا كريستين ميلسوم، ورئيس روسيا فلاديمير بوتين، ورئيس مجلس الدوما الروسي فياتشيسلاف فولودين.
أعلنت الجمهورية الصربية في البوسنة والهرسك والجبل الأسود يوم حداد في 2 و3 نوفمبر على التوالي.